# Cygnet Committee
Cygnet Committee is een nummer van de Britse muzikant David Bowie, uitgebracht als de vijfde track op zijn album David Bowie (later uitgebracht onder de naam Space Oddity) uit 1969. Het nummer duurt ruim negen minuten en was hiermee tot "Station to Station" uit 1976 het langste nummer dat Bowie ooit opnam.

## Achtergrond
Zoals veel van Bowie's andere werken heeft het nummer een dystopisch verhaal. Het nummer vindt de oorsprong van een eerdere compositie die Bowie schreef in de stijl van Simon & Garfunkel, genaamd "Lover to the Dawn". In de lente van 1969 nam Bowie een demo van dit nummer op met John Hutchinson. Deze opname was bedoeld voor de kortstondige folkband die Bowie oprichtte, genaamd Feathers, waar ook zijn toenmalige vriendin Hermione Farthingale deel van uitmaakte. Deze relatie kwam dat jaar ten einde en Farthingale werd het onderwerp van twee andere nummers op het album Space Oddity, "Letter to Hermoine" en "An Occasional Dream", waarin Bowie rouwde om het eind van hun relatie.
In 1969 runden Bowie en zijn nieuwe vriendin Angela Barnett het Arts Lab in de Londense wijk Beckenham, waar zij jonge mensen aanmoedigden om creatief te zijn. Bowie verliet het Arts Lab al snel, toen hij zich realiseerde dat de meeste bezoekers alleen kwamen om hem op te zien treden en niet mee wilden werken. Zijn teleurstellende ontmoeting met de hippies werd gebruikt als basis van het nummer, omdat hij vond dat hij gebruikt en mishandeld werd door de tieners, wat blijkt uit de regel: "I gave them [my] life, they drained my very soul". ("Ik gaf ze [mijn] leven, zij droogden mijn ziel uit".)
Bowie speelde het nummer in een sessie voor de BBC, wat in 2000 werd uitgebracht op het album Bowie at the Beeb. Daarnaast stond het op de B-kant van de single "The Width of a Circle", die alleen in Oost-Europa werd uitgebracht.

## Muzikanten
- David Bowie: zang, gitaar
- Mick Wayne: gitaar
- Tim Renwick: elektrische gitaar
- Keith Christmas: akoestische gitaar
- John "Honk" Lodge, Tony Visconti, Herbie Flowers: basgitaar
- John Cambridge, Terry Cox: drums
- Rick Wakeman: Clavecin Electrique